# Antoine Gélinas-Beaulieu
Antoine Gélinas-Beaulieu (ur. 5 maja 1992 w Sherbrooke) – kanadyjski łyżwiarz szybki, wielokrotny medalista mistrzostw świata.

## Kariera
W 2010 roku zdobył trzy brązowe medale podczas mistrzostw świata juniorów w Moskwie: w biegu na 1500 m, 5000 m oraz w wieloboju. Pierwszy raz na podium zawodów Pucharu Świata stanął 18 listopada 2018 roku w Obihiro, kończąc rywalizację w sprincie drużynowym na trzeciej pozycji.
Na dystansowych mistrzostwach świata w Salt Lake City w 2020 roku zdobył brązowy medal w starcie masowym. W zawodach tych wyprzedzili go jedynie Holender Jorrit Bergsma i kolejny Kanadyjczyk - Jordan Belchos.